# Tivodrassus pecki
Tivodrassus pecki là một loài nhện trong họ Gnaphosidae.
Loài này thuộc chi Tivodrassus. Tivodrassus pecki được Norman I. Platnick & Mohammad U. Shadab miêu tả năm 1976.